# Menstruatiecyclus
De menstruatiecyclus is een periodieke verandering in het lichaam van de geslachtsrijpe vrouw tussen de puberteit en de menopauze. De cyclus heeft te maken met de eicelrijping en het klaarmaken van het lichaam voor mogelijke zwangerschap. De menstruatiecyclus heeft dus te maken met de vruchtbaarheid van de vrouw.
De gemiddelde duur van een normale menstruatiecyclus bedraagt 25 tot 35 dagen, maar kan uiteenlopen van 21 dagen tot drie maanden. Het verloop wordt gecoördineerd door hormonen.

## Hormonaal verloop
Volgens conventie is de eerste dag van de menstruatiecyclus, die dag waarop de vrouw begint te menstrueren (bloed verliezen). Hormonaal gezien wordt de cyclus in twee delen verdeeld. De eerste fase is de folliculaire fase, de tweede na de eisprong de luteale fase.

Ontwikkeling van de follikels in de eierstokken

Ontwikkeling van de follikels in de eierstokken

Tijdens de folliculaire fase geeft de hypofyse in de hersenen follikelstimulerend hormoon (FSH) af dat de granulosacellen van een follikel zal stimuleren tot groei. FSH zorgt ervoor dat de granulosacellen gelegen in het ovarium oestradiol gaan produceren. Zodra de oestradiolconcentratie boven een bepaalde waarde komt te zitten, wordt door de hypofysevoorkwab een grote hoeveelheid luteïniserend hormoon (LH) aan de circulatie afgegeven. Meerdere follikels, een cohort, gelegen in de eierstok (ovarium) bevatten elk een eicel (oöcyt). De follikels produceren gedurende deze fase van de cyclus oestrogeen. Als de grootste follikel ongeveer een diameter van 17-20 mm bereikt heeft, zal de hypofyse piekgewijs LH produceren, waarna de follikel ongeveer 36 tot 48 uur later zal springen (ovulatie, zie verder bij de eicel). Het geproduceerde oestrogeen zorgt voor groei (proliferatie) van het endometrium in de baarmoeder (uterus). Deze periode van menstruele cyclus heet daarom ook proliferatieve fase. Deze fase is wisselend in duur (7 tot 21 dagen). Dit heeft gevolgen voor de vruchtbare periode.
De tweede fase is de luteale fase en begint op het moment dat de follikel gesprongen is en de eicel er uit verdwenen is. De granulosacellen van het follikel veranderen van vorm en worden granulosaluteïnecellen. Onder invloed van het LH zullen deze granulosaluteïnecellen progesteron gaan produceren. Het follikel zonder eicel is het geel lichaam (corpus luteum) en zal nog enkele dagen de productie van progesteron blijven voortzetten. Onder invloed van de progesteron (en ook oestrogenen) verandert het baarmoederslijmvlies waarbij de slijmklieren secreet (baarmoedermelk) produceren en afgeven en zo klaargemaakt wordt voor de innesteling van het embryo. Deze fase heet daarom ook wel de secretoire fase. Als dit geel lichaampje enkele dagen later stopt met de hormoonproductie, doordat het niet ondersteund wordt door een door de zwangerschap geproduceerd hormoon hCG, zal het baarmoederslijmvlies te gronde gaan en een bloeding optreden. Deze fase duurt bij 10% van de vrouwen met een regelmatige cyclus ongeveer 14 dagen, maar blijkt te kunnen variëren van 7-19 dagen. Bij vrouwen met een onregelmatige cyclus is de onzekerheid nog groter. Meer dan 70% blijkt vruchtbaar voor de 10e of na de 17e dag van de cyclus. De eisprong kan ongeveer 14 dagen voor de volgende menstruatie geschieden, maar ook veel eerder of later, dus niet noodzakelijk rond de 14e cyclusdag. Het tijdstip van de eisprong kan dus niet bepaald worden door enkel een aantal dagen te tellen sinds het begin van de cyclus of terugtellen vanaf het eind van de cyclus, vooral als de duur van cyclus van de vrouw onregelmatig is.

## Invloed op de baarmoeder
In de eerste helft van de menstruele cyclus, de folliculaire fase, zal de binnenwand van de baarmoeder, het baarmoederslijmvlies ofwel het endometrium, groeien onder invloed van oestrogeen. Het endometrium wordt dikker door celgroei (proliferatie). Deze fase heet daarom ook wel de proliferatieve fase. Het maakt zich klaar voor innesteling van een embryo (blastocyste). Na de eisprong in de eierstok wordt in de follikel, nu corpus luteum genaamd, voornamelijk progesteron geproduceerd. Tijdens deze secretoire fase zorgt dit hormoon ervoor dat slijmbekercellen in het endometrium hun secreet (baarmoedermelk) in de endometriumklieren uitstorten. Na de 5e dag na de eisprong is het endometrium optimaal voor een innesteling. Waarschijnlijk zit in het secreet stoffen die dit innestelingsproces reguleren. Als een embryo innestelt, zal het zelf een hormoon produceren, het zwangerschapshormoon hCG. Dit zorgt ervoor dat het corpus luteum nog tijdelijk blijft bestaan waardoor progesteron geproduceerd blijft worden tot ongeveer de 7-8e week van de zwangerschap. Hierna neemt de moederkoek (placenta) de productie van progesteron over. Als een zwangerschap uitblijft, zal het corpus luteum ten gronde gaan en de productie van progesteron stoppen. Daling van progesteron zorgt voor verval van endometrium en uiteindelijk afstoting, gevolgd door een vaginale menstruele bloeding. Deze bloeding verschilt van vrouw tot vrouw en van cyclus tot cyclus, maar duurt normaal 3 tot 7 dagen waarbij er een totaal bloedverlies is van rond de tien centiliter, vergelijkbaar met een half kopje.

## De eicellen
De eicel is de grootste menselijke cel en bevinden zich in follikels in de eierstokken. Gedurende de embryonale ontwikkeling van een vrouwelijke foetus worden de eicellen gevormd. In de twintigste zwangerschapsweek zijn er ongeveer zeven miljoen follikels. Tijdens de verdere ontwikkeling in de baarmoeder gaat een fors aantal verloren, waardoor bij de geboorte nog een miljoen follikels resteren.
Zodra een vrouw haar eerste menstruatie krijgt, zijn er nog zo'n 400.000 follikels over. Tijdens de menstruatiecyclus groeien er een aantal follikels onder invloed van het FSH, een cohort. De follikel met de meeste receptoren voor dit hormoon zal het sterkst reageren en het snelst en grootst groeien, om uiteindelijk als eerste te ovuleren. In welke van de twee eierstokken deze follikel rijpt, is door toeval bepaald. Als toch een tweede follikel ovuleert, zullen er dus twee eicellen vrijkomen tijdens één cyclus. In dit geval kunnen er dus twee bevruchtingen plaatsvinden, wat tot een twee-eiige tweeling kan leiden. De meeste follikels die in een cohort groeien, zullen te gronde gaan door atresie.
In geval van hormoonstimulatie, zoals bijvoorbeeld tijdens in-vitrofertilisatie (IVF), zullen de anders atretische follikels wel kunnen doorgroeien. Het hoogste aantal gerijpte eicellen dat bij de mens ooit geteld is bij een dergelijke stimulatie, is 128. Meestal zijn er bij jonge vrouwen echter zo'n 10 eicellen die rijpen bij hormoonstimulatie.
Bij de eisprong barst het follikel en moet de eicel haar weg vinden naar de eileider (tuba uterina). Ze wordt voortbewogen door de golfslag van bewegende trilhaartjes in de eileider. De bevruchting van de eicel gebeurt waarschijnlijk al in de eileider. Op weg naar de baarmoeder begint de bevruchte eicel al te delen en ontstaat er een embryo. Na enkele dagen bereikt het klompje cellen met omhulsel de baarmoeder, waar het zich zal trachten in te nestelen. Onbevrucht blijft een eicel niet langer dan 12-24 uur in leven na de eisprong.

## Menstruatiecyclusafwijkingen
In het laatste decennium hebben gynaecologen erop gewezen dat sinds de mens aan geboortebeperking doet het aantal menstruaties dat een vrouw tijdens haar leven heeft enorm is toegenomen. Voor die tijd was een vrouw in de vruchtbare leeftijd, als zij niet zwanger was, wel aan het zogen en had zij in haar hele leven misschien 50 menstruaties. Tegenwoordig komt zij al gauw uit boven de vierhonderd.
Afwijkingen van de menstruatiecyclus kunnen optreden bij:
- Endometriose
- Anorexiapatiënten
- Sportsters
- Vrouwen met morbide obesitas
- Vrouwen die borstvoeding geven.

Bij deze kan de menstruatie gedurende kortere of langere tijd afwezig blijven. Zwangerschap zal dan ook minder gauw optreden.
Afwijkingen in duur van bloedverlies:
Amenorroegeen menstruatie meer voor minimaal 6 maanden. Dit kan optreden zonder dat er ooit een normale cyclus is geweest (een primaire amenorroe), of nadat er wel een normale regelmatige cyclus is geweest (een secundaire amenorroe) Een primaire amenorroe treedt bijvoorbeeld op bij vrouwen waarbij de baarmoeder niet aangelegd is. Een voorbeeld is het syndroom van Mayer-Rokitansky-Küster. De twee belangrijkste natuurlijke oorzaken van secundaire amenorroe zijn als gevolg van zwangerschap en na de menopauze. Andere oorzaken van secundaire amenorroe zijn hypothyreoidie, polycysteus ovarium syndroom (PCOS) en hyperprolactinaemie.
Oligomenorroecyclus langer dan 35 dagen, maar korter dan 6 maanden.
Polymenorroecyclus korter dan 25 dagen, waardoor veelvuldig menstruatiebloedingen.
Afwijkingen in hoeveelheid bloedverlies:
Menorragie (Latijn menorrhagia)toename van hoeveelheid menstruatiebloed, toename van aantal dagen bloedverlies, normale regelmatige cyclus.
Hypermenorroe (Latijn hypermenorrhoea)toename van hoeveelheid menstruatiebloed, normale regelmatige cyclus.
Hypomenorroe (Latijn hypomenorrhoea)afname van hoeveelheid menstruatiebloed, normale regelmatige cyclus.
Metrorragie (Latijn metrorrhagia)wisselende hoeveelheid menstruatiebloed, wisselende aantal dagen bloedverlies, wisselende duur van de cyclus.
Andere typen afwijkingen:
intermenstrueel bloedverliesbloedverlies in de cyclus tussen de menstruaties zonder buikkrampen, bij een normale regelmatige cyclus.
contactbloedingen of postcoitaal bloedverliesbloedverlies direct na intravaginaal seksueel contact.
postmenopauzaal bloedverliesbloedverlies nadat de menopauze is opgetreden (langer dan een half jaar geen spontane menstruaties meer).

## Vruchtbaarheid tijdens de menstruatiecyclus
Eicellen blijven ongeveer 24 uur in leven, maar spermacellen leven veel langer en kunnen in het lichaam van de vrouw soms 4 à 7 dagen overleven. Dit betekent dat vaginale geslachtsgemeenschap tot vier dagen voor de eisprong en twee dagen na de eisprong kan leiden tot zwangerschap, omdat overlevende spermacellen dagen na de geslachtsgemeenschap nog de eicel kunnen bevruchten. De vruchtbaarste dag is twee dagen voor de eisprong.
Als zwangerschap gewenst is, is het dus aangewezen al enkele dagen voor de vermoedelijke eisprong geslachtsgemeenschap te hebben. Als zwangerschap ongewenst is, kan hier ook rekening mee gehouden worden. De sympto-thermale methode is een betrouwbare methode voor geboorteregeling (Pearl-index (methodezekerheid) ca. 0,3 %) die zich baseert op de vruchtbaarheidscyclus van de vrouw.

## Vruchtbaarheid in functie van de leeftijd
De vruchtbaarheid van de vrouw neemt vooral af met de leeftijd, omdat de eicellen van de vrouw verouderen. Op de leeftijd van 20 jaar heeft een vrouw ongeveer 20% afwijkende eicellen, op de leeftijd van 40 jaar is al 80% van haar eicellen afwijkend. Dit resulteert naast verminderde vruchtbaarheid ook nog in een verhoogd aantal miskramen als er toch bevruchting plaatsvindt.